# بالتوك
بالتوك برنامج من برامج المحادثة الفورية على الانترنت، ففيه يمكن ان تتحدث وتشاهد اشخاص اخريين مستعملين نفس البرنامج، ويمكن لك ان تنضم لأي غرفة من غرف هذا البرنامج.

## المميزات
البالتوك Paltalk يعتبر أحد برامج الاتصال عبر الرسائل النصية القصيرة وعبر الصوت وعبر الفيديو بواسطة الإنترنت ويوجد منه نسختين نسخة مجانية ونسخة مدفوعة القيمة، وتتميز النسخة المدفوعة بإمكانيات أعلى من النسخة المجانية حيث أنها تعطي إمكانيات أعلى في التحكم بالكاميرا الخاصة بمخاطبة الفيديو، ولا تقوم بإرسال الإعلانات الإجبارية، وتعمل نسخة البالتوك المجانية على إصدارات ويندوز فقط وهي لا تدعم أنظمة التشغيل الأخرى بينما النسخة المدفوعة القيمة تدعم أنظمة التشغيل الأخرى كالماك واليونكس.
وبرنامج البالتوك مملوك لشركة AVM Software وهي شركة خاصة اسست في العام 1998 في مدينة نيويورك، تدعي الشركة بأن هناك أكثر من أربع ملايين مشترك يستفيد من خدماتها
فمن التحادث المجاني مع الأهل والأصدقاء إلى نقل المحاضرات لأنحاء الدنيا في نفس لحظة انعقادها، إلى المناقشة بين رواد هذه الخدمة في مختلف جوانب ونواحي الحياة.
ومهما اختلفت الآراء حول صحة أو خطأ الممارسات التي تتم من خلال هذه الخدمة، فإن الحقيقة الثابتة أنها قدمت تقنية لاتجارية (على الأقل حتى هذه الساعة) في نقل الصوت بشكل جماعي، وبنقاوة ممتازة، وسهولة في التعامل مع البرنامج.
إلا أن ما يعيب البرنامج هو الفارق السعري والتمييز ضد المستخدمين من الشرق الأوسط عدا إسرائيل فمثلا النك نيم المجاني من الشرق الأوسط لا يدخل الا للرومات المدفوعة ولا يستطيع دخول الرومات المجانية، كذلك الفارق في رسوم الاشتراك بين الشرق الأوسط وباقي دول العالم فالسعر في الشرق الأوسط ضعفي رسوم الاشتراك في أمريكا وهذا تمميز غير مقبول
كما ان هناك انتقادات أخرى بخصوص الخصوصية وإمكانية التعرف على الإيبي الخاص بك، أو التجسس على خصوصياتك من خلال الهكرز أو اشخاص يرغبون بالإضرار بك ولكن مثل هذه الإشكاليات تواجه العديد من البرامج أو المواقع الأخرى بنفس الكيفية تقريبا.

## مصطلحات
- اندر كفر شخص مشهور بغرفة داخل بأسم مستخدم غير معرف به.
- كام هو العرض الفيديو الذي يحدث في الغرفة أو المحادثة الخاصة.
- لاق هو انقطاع الصوت عن الغرفة أو تعليق أو انقطع بث الفيديو.
- الهيلب هي غرفة المساعدة الخاصة بالبرنامج وموجودة بالقائمة الرئيسية.
- صبغة هي تلوين النك من اللون الأسود إلى لون أخضر أو موف أو أزرق ويسمح لك الصبغ بمشاهدة الكامات وازالة الاعلانات من الغرف

## المحادثات وغرف الدردشة
مكالمات ودردشة البالتوك مجانية وتدعم الإتصال عبر كافة الشبكات. كما ان اتصال الكاميرا ممتاز ولا يتعرض لمشاكل قطع الإتصال بصورة متكررة مثل العديد من البرامج والتطبيقات الاخري. برنامج البالتوك تتوفر فيه غرف الدردشة, حيث يوجد العديد من الغرف التي يمكن الدخول إليها لأشخاص يشاركون المستخدم نفس الهوايات. مثل الغرف العلمية أو غرف تعلم اللغات والرياضة أو التعارف. كاميرات الفيديو الحي يمكن مشاهدتها وعرضها جميعاً في نفس الوقت. النسخة المجانية تشمل الإعلانات ويمكنكم الحصول علي النسخة المدفوعة للحصول علي كافة المميزات.

## وصلات خارجية
- الموقع الرسمي